# ソビエト大百科事典
『ソビエト大百科事典』（ソビエトだいひゃっかじてん、ロシア語: Большая советская энциклопедия (БСЭ)、ラテン文字転写の例: Bolshaya sovetskaya entsiklopediya）はソ連で編纂された百科事典である。ロシア語で書かれた書籍のうち、最も大きく、また広範囲の項目を扱っている。

## 概要
同百科事典は第3版まで存在した。1926年から1947年にかけてオットー・シュミットを編集長（1941年まで）として初版が66冊、65,000項目で公刊され、第2版は51冊からなり、100,000項目を数え、1950年から1958年の間にセルゲイ・バビロフ（1951年まで）、ボリス・ヴェデンスキ（1969年まで）を編集長として刊行された。1969年から1978年にかけて出版された第3版は30冊からなり、100,000項目を数え、5000万語からなり、編集長はアレクサンドル・プロホロフ（1969年から）であった。また、第3版は1973年より英語に翻訳された。同百科事典の改定はヨシフ・スターリン死後に逮捕、処刑された、大粛清の担い手ラヴレンチー・ベリヤに関する箇所を全て除いた。
アメリカ人作家でソビエト連邦をくまなく旅し、同連邦における生活について幾冊も書いているモーリス・ヒンダスによれば、第1版の方が第2版よりはるかに優れていて、第2版は記事に偏りがあり、まったく不完全だという。例えば、第1版では哲学者ウィリアム・ジェームズは好意を持って書かれているが、プラグマティズムに関しては批判されている。第2版において、ジェームズは「アメリカの反動的哲学者、心理学者であり、帝国主義的ブルジョアのイデオロギー唱道者...」と書かれている。
1957年から1990年にわたって、毎年『ソビエト大百科事典年鑑』が公刊され、ソビエト連邦や他国に関して最新の情報が盛り込まれた。初めてのインターネット版は第3版の文と図表の完全なレプリカであり、2000年に刊行された。
フィリップ・K・ディックのヴァリスでは架空の「大ソビエト辞典第6版」が引用されている。